# Nave (Italie)
Pour les articles homonymes, voir Nave.
Nave est une commune italienne de la province de Brescia, dans la région Lombardie.

## Administration
| Période                                  | Période | Identité         | Étiquette | Qualité       |
| ---------------------------------------- | ------- | ---------------- | --------- | ------------- |
| 2017-                                    |         | Andrea Salvadori | Lega      | Maire de Nave |
| Les données manquantes sont à compléter. |         |                  |           |               |

### Hameaux
La commune de Nave est divisée en 9 hameaux (frazione) :
- Muratello ;
- Cortine ;
- Dernago ;
- Monteclana ;
- Mitria ;
- San Cesario ;
- Sacca ;
- San Rocco ;
- Città Salvadori.

### Communes limitrophes
Nave possède 7 communes limitrophes : 
- Botticino ;
- Bovezzo ;
- Brescia ;
- Caino ;
- Concesio ;
- Lumezzane ;
- Serle.